# Bernardino de Sahagún
Bernardino de Sahagún és el nom adoptat per Bernardino de Rivera, Ribera o Ribeira (Sahagún, León, Espanya ca. 1499-Ciutat de Mèxic, 5 de febrer de 1590) en fer-se frare franciscà. És l'autor d'un nombre d'obres en nàhuatl i espanyol, considerades avui entre els documents més valuosos per a la reconstrucció de la història de Mèxic antic abans de l'arribada dels conqueridors espanyols.

## Biografia
Cap a 1520 es va traslladar a Salamanca per estudiar a la seva Universitat, en aquells dies un centre d'irradiació del Renaixement a Espanya. Allí va aprendre llatí, història, filosofia i teologia. Cap a mitjan dècada, va decidir entrar en l'orde franciscà, i s'ordenà probablement cap a 1527. Dos anys després, en 1529, partirà cap a la recentment conquistada Nova Espanya (Mèxic) en missió amb una altra vintena de frares, encapçalats per fra Antonio de Ciutat Rodrigo.
Els seus primers anys al Nou Món van transcórrer en Tlalmanalco (1530-1532), per després ser guardià (i probablement fundador) del convent de Xochimilco (1535). En 1536 i per ordre real, l'arquebisbe de Mèxic Juan de Zumárraga funda l'Imperial Col·legi de la Santa Creu de Tlatelolco. Des del començament, el frare franciscà ensenyarà llatí allí. El propòsit del Col·legi era la instrucció acadèmica i religiosa de joves nahues, fonamentalment aquells fills de pipiltin (nobles). Amb algunes interrupcions, fra Bernardino estarà vinculat al Col·legi fins a la seva mort. Allí va formar deixebles que després serien els seus col·laboradors en les seves investigacions sobre la llengua i la cultura nahues; els noms d'alguns d'ells són coneguts: Antonio Valeriano, d'Azcapotzalco; Martín Jacobita i Andrés Leonardo, de Tlatelolco i Alonso Bejarano de Cuauhtitlán.
Va passar després pels convents de Xochimilco, Huejotzingo i Cholula; va ser missioner a les regions de Puebla, Tula i Tepeapulco (1539-1558); definidor provincial i visitador de la Custòdia de Michoacán (1558). Però des de 1547 es va consagrar gairebé totalment a la construcció de la seva obra històric-antropològica. Obra que hauria de portar-li no pocs problemes: en 1577 (o 1578) els seus treballs van ser confiscats per ordre real, probablement per temor al fet que el valor que Bernardino assignava a l'estudi de la cultura dels antics mexicans i al fet que els seus mètodes missionals que, en certa manera, respectaven els costums ancestrals, poguessin ser un obstacle per l'evangelització.
Una part de la campanya en contra seva va poder venir de sectors religiosos disconformes amb els seus mètodes missionals, però no van ser les raons religioses les més importants i que van portar a impedir la publicació de la seva obra, sinó polítiques, com ho demostra el fet que les tres còpies que fra Bernardino va fer del treball, acabessin a la biblioteca del Palau Real (dos d'elles van ser regalades pels reis posteriors), i no en arxius religiosos. La situació de l'Espanya de la segona meitat del segle xvi era d'intolerància davant l'avanç protestant. En aquest clima, no podien ser ben vistes per les autoritats colonials les investigacions de Sahagún sobre el món asteca, considerat pagà pels europeus.